# Лунка-Пріпорулуй
Лунка-Пріпорулуй (рум. Lunca Priporului) — село у повіті Бузеу в Румунії. Адміністративно підпорядковане місту Нехою.
Село розташоване на відстані 112 км на північ від Бухареста, 51 км на північний захід від Бузеу, 134 км на захід від Галаца, 59 км на південний схід від Брашова.

## Населення
За даними перепису населення 2002 року у селі проживала 1251 особа, з них 1250 осіб (99,9%) румунів. Рідною мовою 1250 осіб (99,9%) назвали румунську.